# Powiat Kaisō
Powiat Kaisō (jap. 海草郡 Kaisō-gun) – powiat w Japonii, w prefekturze Wakayama. W 2024 roku liczył 7672 mieszkańców.

## Miejscowości
- Kimino